# Eurosport
 Coordenadas : em formato dms os graus devem ser positivos
Eurosport é a maior rede de televisão desportiva da Europa por cabo, satélite e IPTV, de propriedade da Warner Bros. Discovery. Disponível em 59 países em 20 línguas diferentes. A língua portuguesa é um dos idiomas oficiais do Eurosport.

## História
A Eurosport foi lançada em 1989 como um conjunto entre a European Broadcasting Union e a Sky Television plc. Após o acordo da Sky com a British Satellite Broadcasting (BSB), foi decidido manter o foco desportivo no canal Sky One, assim como o Sky Sports Channel. [carece de fontes?]
Em Maio 1991 a Eurosport teve de ser fechada. Rapidamente o canal foi salvo pelo Groupe TF1 , sendo possível a exibição no mesmo mês. Em 1 de  Março de 1993, o canal Screensport, da TV via cabo e via satélite, fundiu-se com a Eurosport. Com o tempo, a Eurosport tornou-se propriedade de um consórcio francês comandada pelas empresas Groupe TF1, Canal+ Group e Havas Images. Atualmente é propriedade do grupo Warner Bros Discovery.
Os canais Eurosport estão disponíveis para 59 países em 20 línguas diferentes.
Em Portugal estão disponíveis através dos vários operadores de televisão por cabo/satélite os canais Eurosport 1 e Eurosport 2.

### Eurosport 2
O canal Eurosport 2 foi lançado em 2005. Em 2011 o canal estava disponível para 47 países em 16 línguas diferentes, além de ter alcançado a marca de 50 milhões de lares assistentes. 

### Eurosport 2 Xtra
O canal Eurosport 2 Xtra foi um canal lançado em Maio de 2016, um canal premium para as transmissões de Fórmula Um em Portugal.

### Eurosport 1 HD
O simulcast da Eurosport 1 em HD foi lançado em 25 de Maio de 2008 em Portugal em exclusivo MEO no Torneio de Roland-Garros. Em 2009 chegou a ZON, Cabovisão TV, Vodafone e Optimus Clix (hoje NOS).

### Eurosport News
O canal Eurosport News foi lançado em 1 de Setembro de 2001. O canal terminou as suas emissões no dia 1 de janeiro de 2018 e foi-se substituído pela Eurosport 2.

## Max Sports (anteriormente Eurosport Player)
Em 2008 a plataforma Eurosport estreou o Eurosport Player, uma funcionalidade que permite ver os conteúdos do canal através da internet. A primeira estreia exclusiva do Eurosport Player foi a final mundial do Grande Prémio 2008 do K1, que se realizou em Yokohama, no Japão. No primeiro semestre de 2012 o Eurosport Player possuía um arquivo superior a 30 mil vídeos. Em 2023 a plataforma deixou de estar disponível e substituído pela Plataforma Eurosport.
Em 2024 foi substituída pelo Max (serviço de streaming) no formato de um add-on ao plano padrão.

## Comentadores
As emissões do Eurosport Internacional em língua portuguesa contam com uma equipa de comentadores e especialistas em várias modalidades. Luís Piçarra é o diretor de programação que lidera a equipa. A equipa de comentadores é, atualmente, a seguinte: [carece de fontes?]
Atletismo: António Lopes / Luís Lopes / Mário Aníbal
Automobilismo: João Carlos Costa / Ricardo Grilo / Miguel Roriz / Vítor Sousa
Biatlo: Luís Lopes
Boxe: Francisco Botelho e Pedro Miguel Matos
Canoagem: Rui Câncio
Ciclismo: Luís Piçarra / Paulo Martins / Olivier Bonamici / Gonçalo Moreira / José Azevedo / Frederico Bártolo/ David Rosa

Combinado Nórdico: Steve Grácio / Miguel Roriz / Vasco Simões
Curling: Bernardo Caetano / Vasco Simões 
Esgrima: Fabiana Bonito
Esqui Alpino: João Paulo Freitas
Esqui de Fundo: Miguel Roriz / Bernardo Caetano
Esqui Freestyle: Luís Cáceres Monteiro
Futebol: Nuno Santos
Golfe: José Manuel Castro Martins / Rodrigo Cordoeiro / Susana Ribeiro
Halterofilismo: António Caeiro / Paulo Henriques
Hipismo: António Frutuoso de Melo
Judo: Carlos Ramos
Luta: João Vítor Costa
Karaté: Henrique Farinha
Natação: João Bastos
Motociclismo: João Carlos Costa / Vítor Sousa / Luís Carlos Sousa / Fernando Neto (Superbike) / Paulo Araújo (Superbike)
Motocross: Martin Rodrigues
Patinagem Artística: Fernanda Fernandes / Helena Gouveia
Polo: António Frutuoso de Melo
Rally: João Carlos Costa / Miguel Roriz
Snooker: Nuno Miguel Santos / Miguel Sancho
Snowboard: Luís Cáceres Monteiro
Ténis: Miguel Seabra / Hugo Ribeiro / Pedro Keul / José Manuel Castro Martins / Ricardo Cayolla / Emanuel Couto
Ténis de Mesa: Carlos Ribeirinha
Tiro: Susana Campos
Tiro com Arco: David Fonseca
Triatlo: Gil Maia
Saltos de Esqui: Vasco Simões
Sambo: Diogo Neves

Vela: João Carlos Costa